# قسم سركور الريفي
قسم سركور الريفي هو اسم قسم ريفي يقع في قسم الأوسط من مقاطعة سرباز ، محافظة سيستان وبلوشستان في إيران. بحسب تعداد مركز الإحصاء الإيراني عام 2015 ، بلغ عدد سكانها 17,056 نسمة (4,145 أسرة).